# 成功湖村
成功湖村是美國紐約州拿索郡的一個村，2010年人口為2934人。1946年至1951年間曾作為聯合國臨時總部所在地。